# آندریا دینی
آندریا دینی (انگلیسی: Andrea Dini؛ زادهٔ ۲۰ فوریهٔ ۱۹۹۶) بازیکن فوتبال است.
از باشگاه‌هایی که در آن بازی کرده‌است می‌توان به باشگاه فوتبال پارما اشاره کرد.